# Tęcza (architektura)

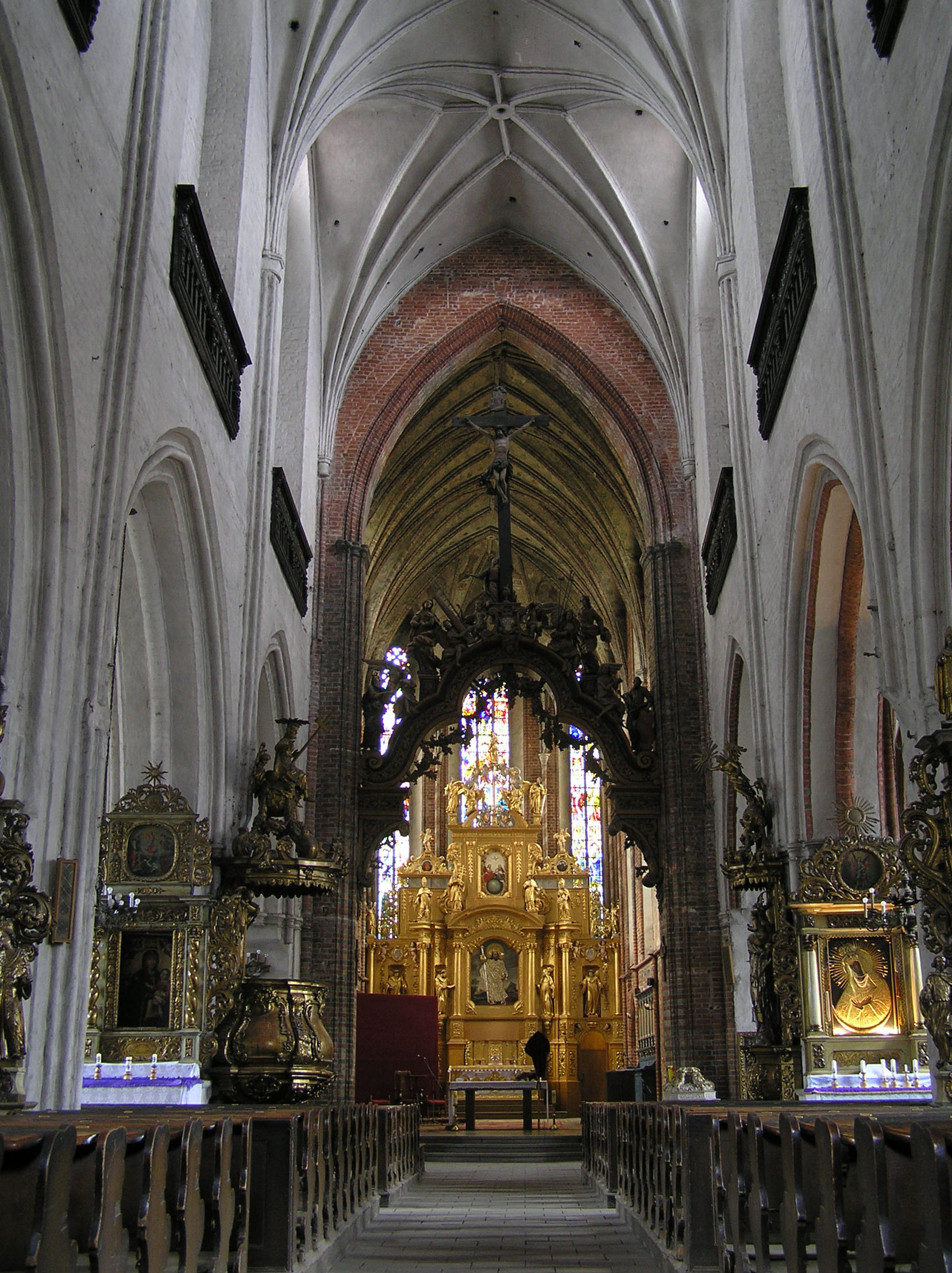
Tęcza w kościele św. Jakuba w Toruniu

Tęcza, otwór tęczowy (ang. chancel opening, chancel entrance) – otwór w ścianie, zwanej ścianą tęczową, usytuowanej na granicy nawy głównej i prezbiterium kościoła, przesklepiony niekiedy łukiem tęczowym.
Tęcza jest zwykle akcentowana dekoracją architektoniczną i malarską. W kościołach gotyckich umieszczano w poprzek tęczy belkę drewnianą, zwaną belką tęczową, na której ustawiano duży krucyfiks oraz figury świętych.

## Galeria

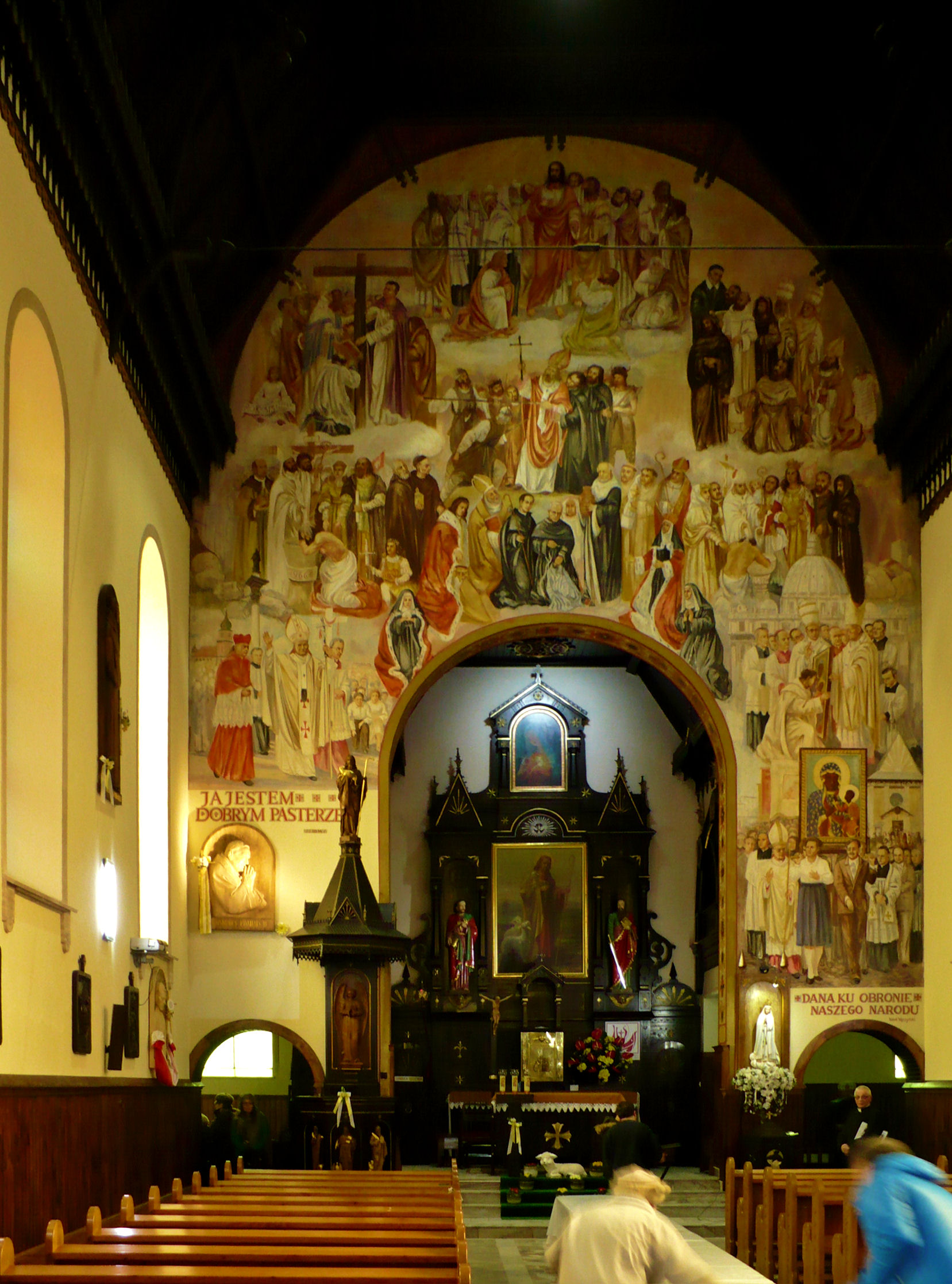
Przykład okazałej ściany tęczowej w kościele Dobrego Pasterza w Łodzi.